# 白三烯B4

类二十烷酸的合成（右侧为白三烯）

白三烯B4（英語：Leukotriene B4）是一种与炎症反应有关的白三烯类物质。它由响应炎症介质的白细胞产生，让白细胞活化并依附在內皮上，允许其穿过组织。在中性粒细胞中，它也是一种强效化学诱导物，并且能够诱导形成活性氧类和溶酶体中酶的释放。它由白三烯A4水解酶水解白三烯A4而来。